# Station Vorhop
Station Vorhop (Haltepunkt Vorhop) is een spoorwegstation in de Duitse plaats Vorhop, in de deelstaat Nedersaksen. Het station ligt aan de spoorlijn Gifhorn - Wieren.

## Indeling
Het station beschikt over één zijperron, dat niet is overkapt maar voorzien van abri's. Het station is te bereiken vanaf de straat An der Bahn.

## Verbindingen
De volgende treinserie doet het station Vorhop aan:
| Serie | Treinsoort           | Route                                                    | Bijzonderheden             |
| ----- | -------------------- | -------------------------------------------------------- | -------------------------- |
| RB 47 | Regionalbahn (Erixx) | Braunschweig Hbf – Gifhorn – Vorhop – Wittingen – Uelzen | Rijdt eenmaal per twee uur |